# New Moon
| Оценки критиков | Оценки критиков |
| Источник        | Оценка          |
| --------------- | --------------- |
| Allmusic        | [ 1 ]           |
| Guitarist       | [ 2 ]           |
| Rock Sound      | [ 3 ]           |

New Moon — четвёртый студийный альбом финской метал-группы Swallow the Sun. Был выпущен 4 ноября 2009 года в Финляндии, 9 ноября в Европе и 10 ноября в США. Запись альбома началась 15 июня на Fascination Street Studios с Йенсом Богреном в качестве исполнительного продюсера. Барабанщик Wintersun Кай Хахто заменил Паси Пасанена и сыграл на ударных на этом альбоме. Некоторые версии альбома содержат дополнительную запись «Servant of Sorrow», в которой присутствует гитарное соло Стива Ротери.
Серия композиций «Horror» продолжается на этом альбоме, с предыдущими частями на The Morning Never Came и Hope и последующей на Emerald Forest and the Blackbird.
1 февраля 2012  альбом был выпущен на LP на Svart Records, ограниченный 500 копиями.

## Список композиций[4]
Все композиции написаны Юхой Райвио, исключая где указано.
| №                   | Название                                             | Автор(ы)              | Длительность |
| ------------------- | ---------------------------------------------------- | --------------------- | ------------ |
| 1.                  | «These Woods Breathe Evil»                           |                       | 5:08         |
| 2.                  | «Falling World»                                      | Микко Котамяки/Райвио | 5:08         |
| 3.                  | «Sleepless Swans»                                    |                       | 7:23         |
| 4.                  | «…And Heavens Cried Blood»                           | Котамяки/Райвио       | 6:17         |
| 5.                  | «Lights on the Lake (Horror Pt. III)»                |                       | 7:45         |
| 6.                  | «New Moon»                                           |                       | 5:00         |
| 7.                  | «Servant of Sorrow»                                  |                       | 6:25         |
| 8.                  | «Weight of the Dead»                                 |                       | 9:04         |
| 9.                  | «Servant of Sorrow (Alternate Version)» (Бонус-трек) |                       | 6:25         |
| Общая длительность: | Общая длительность:                                  | Общая длительность:   | 53:50        |

## Участники записи

### Swallow the Sun
- Микко Котамяки — вокал
- Маркус Ямсен — гитара
- Юха Райвио — гитара
- Алекси Мунтер — клавишные
- Матти Хонконен — бас-гитара
- Кай Хахто — ударные

### Дополнительные участники
- Алия Стэнбридж — гостевой вокал на «Lights on the Lake (Horror Pt. III)»
- Дан Сванё — бэк-вокал на «Falling World»
- Стив Ротери — гитарное соло/соло-гитара/гитара на «Servant of Sorrow»

## Лирические темы
В целом композиции главным образом фокусируются на темах депрессии, смерти, скорби и потери, и каждая песня рассказывает собственную историю. Они часто пересекаются с темами ужаса, паранормального и сверхъестественного, как например в первом треке «These Woods Breathe Evil», в котором описывается признание человека в убийстве, которое, как он утверждает, было мотивировано постоянными требованиями призраков леса с приведениями, которые овладели им. Другой пример — композиция «Lights on the Lake (Horror Pt. III)», рассказанная с двух точек зрения — одна со стороны призрака молодой женщины, которая обитает на озере и хочет знать, почему она была убита своим отцом. Другая точка позиция принадлежит отцу девушки, который описывает свои намерения совершить убийство с целью спасти душу дочери от одержимости.